# トーマス・ブルスィヒ
トーマス・ブルスィヒ（Thomas Brussig、1965年12月19日 - ）は、ドイツの作家。
1965年、東ベルリンに生まれる。職業学校を卒業後兵役に就き、家具の配送員やホテルの従業員などを経験。1990年のベルリンの壁崩壊ののち、ベルリン西側にある大学で社会学、演劇論を学ぶ。1991年に作家デビュー、1995年の『僕ら英雄たち』で名声を得る。
作品は東ドイツ時代の生活をテーマにした風刺性の強いものである。ペンネームとしてCordt Berneburgerも使う。『僕ら英雄たち』『太陽通り』は映画化もされている。

## 作品一覧
- 水の色（Wasserfarben、1991年）
- 僕ら英雄たち（Helden wie wir、1995年）
- 太陽通り（Am kürzeren Ende der Sonnenallee、1999年）
- ピッチサイドの男 （Leben bis Männer、2001年）
- Wie es leuchtet 2004年